# پنداره‌ها ۱۹۰۰
پنداره‌ها ۱۹۰۰ (رومانیایی: Mofturi 1900) یک فیلم کمدی رومانیایی به کارگردانی ژان جورجسکو است که در سال ۱۹۶۴ منتشر شد. این فیلم بر پایهٔ طرح‌واره‌هایی از یون لوکا کاراجیاله ساخته شد و یکی از فیلم‌های کلاسیک و مشهور سینمای رومانی محسوب می‌شود.

## بازیگران
- یون لوچیان
- یوریه داریه
- یون دیچیسانو
- گریگوره واسیلیو بیرلیک
- میرچا کریشان
- الکساندرو جوگارو
- مارچل آنگلسکو